# Calcopirita
La calcopirita és el mineral de coure més àmpliament distribuït i una de les principals fonts d'aquest. Pertany a la classe dels sulfurs. Johann Friedrich Henckel li va donar nom el 1725, del grec chalkos, coure, i pyrites, foc al colpejar.

## Característiques
És un compost de sulfur de coure-ferro (CuFeS₂) que cristal·litza en el sistema tetragonal. Té una duresa d'entre 3,5 a 4 a l'escala de Mohs i el seu pes específic oscil·la entre 4,1 i 4,3. Té lluentor metàl·lica, color groc llautó i sovint està entelat o amb irisacions. Generalment hom la troba a menes metàl·liques o en roques més antigues, moltes vegades amb pirita o altres sulfurs de ferro. Sol confondre's amb la pirita tot i que el seu color és més groguenc.

## Formació
És un mineral molt comú en els filons de sulfurs disseminats per les roques ígnies. Pot formar-se i trobar-se també en roques pegmatites neumatolítiques, roques hidrotermals d'alta temperatura, dipòsits de metamorfisme de contacte, així com a constituent primari de les ja esmentades roques ígnies bàsiques. En els jaciments de coure sol ser el principal mineral d'aquest metall que apareix.

## Grup de la calcopirita
La calcopirita pertany i dona nom al grup de la calcopirita, un grup de sulfurs metàl·lics i selenurs, estructuralment molt relacionats amb el tipus d'estructura de l'esfalerita (ZnS).